# Johanssoniella acetosae

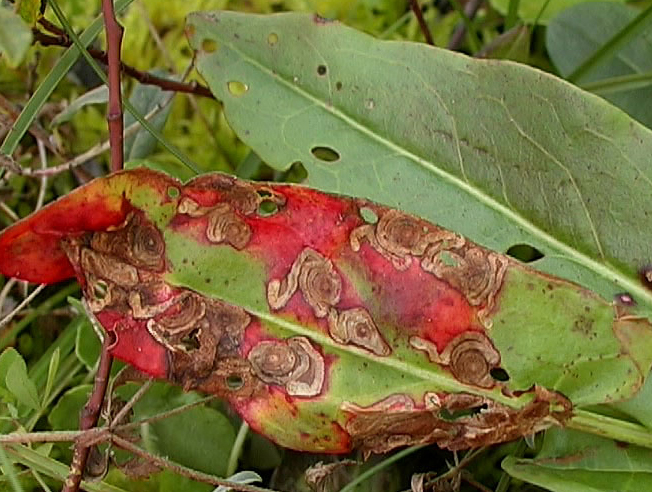
Минирование листьев гусеницами Johanssoniella acetosae

Johanssoniella acetosae (лат.) — вид чешуекрылых из семейства молей-малюток. Самые мелкие бабочки в мире.

## Распространение
Европа (кроме южных и северных регионов): от Ирландии, Швеции и Эстонии до Словении и Украины.

## Описание
Мелкие молевидные чешуекрылые, размах крыльев около 3 мм. Основная окраска серовато-коричневая с чёрными и серебристо-белыми отметинами, крылья с бронзовым отливом. Длина переднего крыла от 1,1 до 1,9 мм, размах от 2,6 до 4,1 мм. Гусеницы минируют листья различных растений семейства гречишные: щавель кислый (Rumex acetosa), щавель воробьиный (Rumex acetosella), Rumex arifolius.

## Классификация
Таксон был впервые описан в 1854 году, включался в состав родов Enteucha и Nepticula, а его валидный статус в составе рода Johanssoniella Koçak, 1981 (и его типовой вид) подтверждён в ходе ревизии, проведённой в 2018 году литовским лепидоптерологом Йонасом Римантасом Стонисом (Stonis Jonas R., Institute of Ecology, Nature Research Centre and Baltijos-Amerikos biotaksonomijos institutas, Вильнюс, Литва) и его коллегами.